# Bruno Berra
Bruno Berra (Milano, 27 gennaio 1914 – Gallarate, 23 novembre 1992) è stato un calciatore italiano, di ruolo terzino.

## Carriera

### Primi anni e Milan
Dopo aver mosso i primi passi nel Minerva di Milano, nell'Entella nel Fanfulla di Lodi e nel Vigevano, collezionò 149 presenze in Serie A tra il 1937 e il 1947 con le maglie di Milan, dove nella stagione 1940-1941 si piazzò al 3º posto in Serie A; debuttò in massima Serie nel derby di Milano del 20 febbraio 1938, vinto dalla sua squadra contro l'Ambrosiana per 1-0, gara in cui sostituì il capitano della squadra Bonizzoni.

### Napoli ed ultimi anni
Passò quindi al Napoli, con la cui maglia debuttò nella sconfitta in trasferta del 26 ottobre 1941 nella capitale contro la Roma (che in quell'anno avrebbe vinto lo scudetto) per 5-1; con gli azzurri, che durante la sua militanza dovettero affrontare periodi di poco prestigio, si tolse la soddisfazione di arrivare nel campionato 1945-1946 al 1º posto nel Campionato misto A e B del Centro-sud, che consentì alla squadra la promozione in Serie A ed il 5º nel Girone Finale di Divisione Nazionale. Nel 1945 aveva militato nella Pro Italia di Taranto, nel Torneo misto pugliese (che vide la sua squadra ritirarsi prima del termine della competizione). Nella stagione 1946-1947, che vedrà i partenopei arrivare all'8º posto in Serie A, proprio contro il Milan fu protagonista di una vittoria casalinga degli azzurri per 1-0, il 28 aprile 1946, una gara di cui il Corriere dello Sport scrisse che "l'anziano, cocciuto Berra" era riuscito tanto bene nel compito di controllare Puricelli (che al 38º del secondo tempo sarebbe stato espulso) da ridurre a due o tre le occasioni offerte all'avversario per segnare, risultando così il migliore della sua squadra. Chiuse la carriera nel 1948 tra le file della Nocerina, in Serie B. Nella stagione 1956-57 lo troviamo allenatore dell'Abbiategrasso FBC in promozione Lombardia.

## Palmarès

### Club

#### Competizioni nazionali
- Serie C: 1

Vigevano: 1936-1937